# Aprostocetus ischnopterae
Aprostocetus ischnopterae är en stekelart som först beskrevs av Girault 1917.  Aprostocetus ischnopterae ingår i släktet Aprostocetus och familjen finglanssteklar. Inga underarter finns listade i Catalogue of Life.